# DA. NU. NA.
DA. NU. NA. este un album lansat de Carla's Dreams în 2014.

## Lista melodiilor
1. Pentru cei ce pot
2. Нелюбимая
3. Ești altfel
4. На перекрестках
5. Rățușca
6. Lumea ta feat. Loredana
7. С высоты
8. Atât de liberi
9. Funeral face (66 inches)
10. P.O.H.U.I. feat. INNA
11. Mai stai
12. Красными красками